# Opération Séisme Haïti 2010
L'opération Séisme Haïti 2010 est une opération militaire menée par la France du 13 janvier 2010 au 30 septembre 2010 pour venir en aide à Haïti après le séisme du 12 janvier 2010.

## Contexte
Le 12 janvier 2010, Haïti est frappée par un tremblement de terre d'une magnitude de 7,0  faisant plus de 250 000 morts, 300 000 blessés et provoquant des dégâts considérables.
Immédiatement, une importante opération humanitaire internationale est lancée afin de venir en aide à Haïti. Dans ce contexte, de nombreux pays, dont la France, mobilisent des moyens militaires afin d'envoyer de l'aide humanitaire et de déployer des secouristes.

## Déroulement de l'opération
L'opération se déroule en 2 phases :
- une phase d'urgence du 13 janvier au 20 février ;
- une phase de reconstruction du 14 mars au 30 septembre[2].

### Phase d'urgence
La phase d'urgence a lieu du 13 janvier au 20 février. L'objectif est alors d'envoyer des secouristes et de l'aide humanitaire, ainsi que d'évacuer les ressortissants français encore présents sur place. 
Dans les premiers jours, la France a notamment mobilisé deux navires, le Francis Garnier et le Siroco, et 5 avions de transport. 240 secouristes ont été acheminés avec près de 30 tonnes de fret humanitaire. 239 ressortissants ont également été rapatriés. 

### Phase de reconstruction
La phase de reconstruction se déroule du 14 mars au 30 septembre.

## Bilan
Au cours de la phase d'urgence, la France a déployée près de 1 600 personnes (secouristes, militaires, membres du ministères des affaires étrangères et personnels du SAMU) et acheminée près de 1 820 tonnes d'aide humanitaire. Pour cela, onze avions ont été mobilisés, ainsi que deux navires de la Marine Nationale et plusieurs hélicoptères.
Elle aura également permis d'évacuer 3 007 personnes, d'extraire 16 personnes encore vivantes des décombres et de réaliser près de 17 000 consultations.